# Gilad
Gilad  è un nome proprio di persona ebraico maschile.

## Origine e diffusione
Il nome, scritto in ebraico גִּלְעָד (Gilad), continua il nome biblico Gilead o Galaad, che significa "monumento di testimonianza". Nella Bibbia è sia un toponimo, essendo Gilead (o Galaad) una regione montagnosa ad est del Giordano, sia un nome proprio di persona, portato da diversi personaggi.

## Onomastico
Il nome è adespota, cioè non è portato da alcun santo, quindi l'onomastico ricade il 1º novembre, giorno di Ognissanti.

## Persone
- Gilad Atzmon, scrittore e musicista israeliano
- Gilad Shalit, militare israeliano

## Il nome nelle arti
- Gilad Pellaeon è un personaggio dell'universo espanso di Guerre stellari.